# Абисинска пустинарка
Абисинска пустинарка (Pterocles lichtensteinii) е вид птица от семейство Pteroclididae.

## Разпространение и местообитание
Разпространен е в Алжир, Джибути, Египет, Еритрея, Етиопия, Йемен, Израел, Йордания, Иран, Кения, Либия, Мавритания, Мали, Мароко, Нигер, Обединените арабски емирства, Оман, Пакистан, Саудитска Арабия, Сомалия, Судан, Чад и Южен Судан.